# 税関手続の簡易化及び調和に関する国際規約
税関手続の簡易化及び調和に関する国際規約（ぜいかんてつづきのかんいかおよびちょうわにかんするこくさいきやく、英語: International Convention on the simplification and harmonization of Customs procedures）とは、関税協力理事会により各国の税関手続の簡易化・調和を進めることにより、貿易コスト削減、通関手続の予見性向上、ひいては国際貿易の円滑な発展を図ることを目的とした国際条約であり、1973年に京都でのCCC総会で採択され、そのため京都規約（きょうときやく）英語: Kyoto Conventionとの通称がある。
その後、更新、改正のための議定書が、1999年6月26日のCCC総会で採択され、2006年に発効した。2022年7月現在の改正された京都規約の締約国等は132カ国・地域及びEUとなっている。なお、改正前の京都規約になおブルンジ、コンゴ民主共和国、ガンビア及びイスラエルが締約国となっており、このうちコンゴ民主共和国は、2022年6月25日に改正京都規約の締約国になったが、他の3か国は改正京都規約の締約国になっていない。

## 締約国となる資格
改正京都規約は、関税協力理事会の構成国又は国際連合若しくは国際連合の専門機関の加盟国が、締約国になることができ、関税同盟若しくは経済同盟の締約国になることができる（改正京都規約第8条）。この規定により関税協力理事会の構成国でない、キリバス、クック諸島、ツバル及びEUが、改正京都規約の締約国になっている。

## 日本法による法的位置づけ
日本は、当初の京都規約について、行政協定の扱いとして国会承認を受けなかった。その理由は、実際の手続を規定する個別付属書について、受諾のときのみならずその後いつでも国内法令との相違により留保ができる（第3条）ため、立法拘束がないとて国会承認が不要とされた。そのため題名についても通常は「条約」と訳する”Convention” を「規約」と訳した。
改正京都規約、一般付属書に関しては、留保ができないとされ、立法拘束があるとして国会承認条約の扱いとなった。ただし訳について「規約」のまま変更はされていない。
なお、改正京都規約の締結時点では、すでに日本の関税法は改正京都規約の水準にあるとして特に法改正はされなかった。

## 京都規約の構成
当初の京都規約は、規約本体と具体的な規定を定める付属書から構成されており、締約国となる国は少なくとも１の付属書を受諾することが必要であった（第11条4）。
改正京都規約は、規約本体、一般付属書及び個別付属書から構成され、本体及び一般付属書はすべての締約国を拘束する（第12条1）。また個別付属書を受諾した場合は、付属書の標準規定（これについては留保はできない）及び留保をしない勧告規定に拘束される（第12条2）